# Unity (motore grafico)
Unity è un motore grafico multipiattaforma sviluppato da Unity Technologies che consente lo sviluppo di videogiochi  e altri contenuti interattivi, quali visualizzazioni architettoniche o animazioni 3D in tempo reale.

## Descrizione
L'ambiente di sviluppo Unity gira sia su Microsoft Windows sia su macOS e sia su Linux, e i giochi che produce possono essere eseguiti su Microsoft Windows, macOS, Linux, Xbox 360, PlayStation 3, PlayStation Vita, Wii, iPad, iPhone, Android, Windows Mobile, PlayStation 4, Xbox One, Wii U e Nintendo Switch. Per portare Unity su Xbox One, la compagnia ha stretto una collaborazione con la stessa Microsoft per lo sviluppo di tool appositamente studiati per la console della casa di Redmond, che evidentemente ha deciso di puntare in maniera decisa sull'engine in questione. Può anche produrre giochi per browser web che utilizzano il plugin Unity web player, supportate su Mac e Windows.
Il web player viene utilizzato anche per la distribuzione come i widget negli Apple Macintosh. Unity ha anche la possibilità di esportare giochi alle funzionalità 3D di Adobe stage in Flash, ma alcune caratteristiche supportate dal web player non sono utilizzabili a causa di limitazioni in Flash.

Unity consente di utilizzare sia un editor per lo sviluppo / progettazione di contenuti sia un motore di gioco per l'esecuzione del prodotto finale. Unity è simile a Director, Blender Game Engine, Virtools, Torque Game Builder e Gamestudio, è inoltre possibile utilizzare un ambiente grafico integrato come metodo primario di sviluppo.
Il 12 novembre 2013 viene pubblicata la versione 4.3 che permette lo sviluppo facilitato di giochi bidimensionali e un notevole tool-kit per la creazione di GUI personalizzate.
Il 3 marzo 2015 viene presentato Unity 5, nella nuova versione migliorata vengono poste grandi aspettative, e fin dalla sua pubblicazione alcune case sviluppatrici di videogiochi iniziano la creazione di titoli come Ori and the Blind Forest e Rival Kingdoms.
Il 2 maggio 2018 viene pubblicata la versione 2018.1 con importanti aggiornamenti al motore grafico tra cui le DirectX12, ma bisogna forzare la riga di comando, poi nelle porzioni di build aggiungere le api supportate.
Con la versione 2019 oltre le innumerevoli modifiche apportate al motore grafico rendendolo più professionale e al passo con i tempi e le nuove funzioni, la novità più rilevante è la compatibilità con il visore per la realtà virtuale presente nell'apposito kit di Nintendo Labo.

## Caratteristiche principali[3]
- Ambiente di sviluppo integrato con la gerarchia degli oggetti, editor visuale, un dettagliato visualizzatore delle proprietà e un'anteprima dal vivo del gioco.
- Sviluppo su molte piattaforme
  - Microsoft Windows e macOS
  - Linux (dalla versione 4.0)
  - Sul Web (con Unity Web Player plugin per Internet Explorer, Firefox, Safari, Netscape, Opera, Google Chrome e Camino o tramite WebGL[4]) su Windows e OS X
  - iPhone/iPad (richiede licenza aggiuntiva)
  - Google Android (richiede licenza aggiuntiva)
  - Microsoft Windows Phone (richiede licenza aggiuntiva)
  - Adobe Flash (richiede licenza aggiuntiva)
  - Nintendo Wii (richiede licenza aggiuntiva dal produttore hardware)
  - Microsoft Xbox 360 (richiede licenza aggiuntiva dal produttore hardware)
  - Microsoft Xbox One (nel corso dell'anno 2014)
  - Sony PlayStation 3 (richiede licenza aggiuntiva dal produttore hardware)
  - Sony Playstation Vita (richiede licenza aggiuntiva dal produttore hardware)
  - Sony PlayStation 4 (nel corso dell'anno 2014)
  - Sony Playstation 5 (richiede licenza aggiuntiva dal produttore hardware)
  - Nintendo Wii U (nel corso dell'anno 2014)
  - BlackBerry PlayBook (richiede licenza aggiuntiva dal produttore hardware)
  - WEBGL
  - Nintendo 3DS
  - Microsoft Hololens
  - Nintendo Switch
  - Google Stadia
- Molti file possono essere caricati in Unity e vengono importati automaticamente. Se subiscono modifiche vengono ri-esportati automaticamente. Unity supporta l'integrazione con: 3D Studio Max, Maya, Softimage, Blender, Modo, ZBrush, C4D, Cheetah3D, Photoshop, Adobe Fireworks e Allegorithmic Substance.
- Unity usa le Direct3D (Windows), OpenGL (Mac, Windows, Linux), OpenGL ES (iOS, Android), DirectX (Windows Phone), e API proprietarie (Wii).

## Riconoscimenti
Nel 2009, Unity Technologies è stata nominata una dei Gamasutra "Game Companies of 2009" per Unity. Nel 2010 Unity ha vinto il "Technology Innovation Award" del Wall Street Journal, nella categoria software.

## Requisiti[5]
- Sistema operativo: Windows 7 SP1+, Windows 10, Windows 11 (64-bit); macOS 10.13+; Ubuntu 20.04, Ubuntu 18.04, CentOS 7.
- GPU: Scheda grafica che supporta DirectX10, 11, 12 (Windows); Metal (macOS); OpenGL 3.2+, Vulkan (Linux).

### Requisiti per sviluppare per alcune piattaforme
- iOS: Xcode 4.3.
- Android: Android SDK e Java Development Kit.
- App per Windows Store / Windows Phone: 64 bit Windows 8 Pro e Visual Studio 2012+.
- Blackberry: 32 bit Java Runtime.